# 1068 (numero)
Millesessantotto (1068) è il numero naturale dopo il 1067 e prima del 1069.

## Proprietà matematiche
- È un numero pari.
- È un numero composto da 12 divisori: 1, 2, 3, 4, 6, 12, 89, 178, 267, 356, 534, 1068. Poiché la somma dei suoi divisori (escluso il numero stesso) è 1452 > 1068, è un numero abbondante.
- È un numero semiperfetto in quanto pari alla somma di alcuni (o tutti) i suoi divisori.
- È un numero rifattorizzabile in quanto divisibile per il numero dei propri divisori.
- È un numero 18-gonale.
- È un numero intoccabile.
- È un numero malvagio.
- È parte delle terne pitagoriche (445, 1068, 1157), (468, 960, 1068), (801, 1068, 1335), (1068, 1424, 1780), (1068, 3115, 3293), (1068, 7885, 7957), (1068, 15824, 15860), (1068, 23751, 23775), (1068, 31675, 31693), (1068, 47520, 47532), (1068, 71285, 71293), (1068, 95049, 95055), (1068, 142576, 142580), (1068, 285155, 285157).

## Astronomia
- 1068 Nofretete è un asteroide della fascia principale del sistema solare.
- IC 1068 è una galassia nella costellazione della Vergine.

## Astronautica
- Cosmos 1068 è un satellite artificiale russo.